# Paul Cabet
Pour les articles homonymes, voir Cabet.

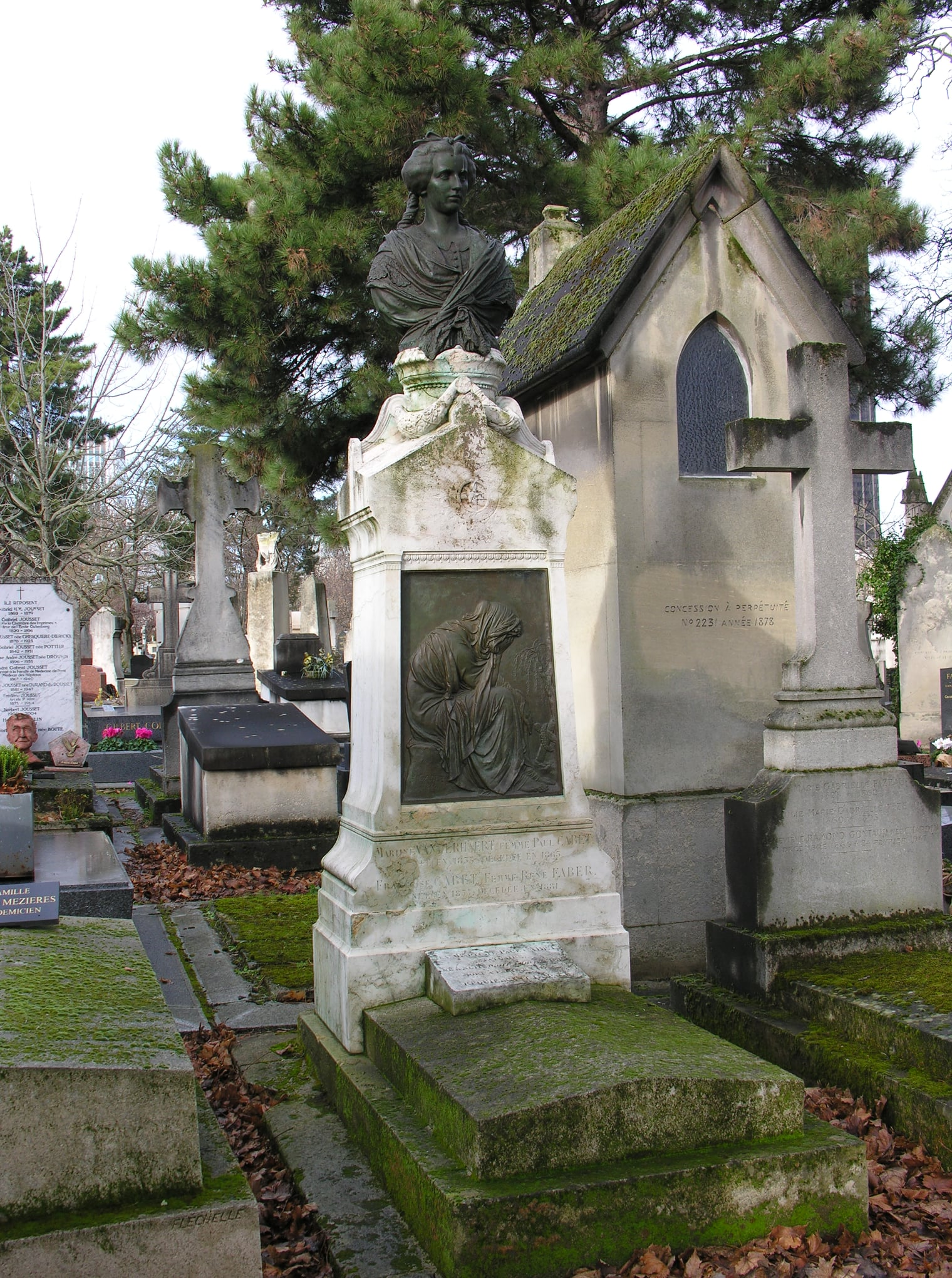
Sépulture de Paul Cabet.

Jean-Baptiste Paul Cabet, né à Nuits-Saint-Georges le 1er février 1815 et mort à Paris le 23 octobre 1876, est un sculpteur français.

## Biographie
Le père de Paul Cabet, Antoine François Cabet, est tonnelier à Nuits-Saint-Georges.
Après un premier apprentissage à l’École des beaux-arts de Dijon en 1834, sous la direction du peintre Jean-Claude Naigeon et du sculpteur Pierre-Paul Darbois, Paul Cabet entre l’année suivante à l'École des beaux-arts de Paris où il est l'élève des deux plus grands noms de la sculpture romantique, Pierre-Jean David d’Angers et François Rude.
Il débute au Salon de 1835 avec un Buste du poète Julien Paillet.
Rapidement acquis aux idées révolutionnaires, il est arrêté le 3 juin 1836 pour délit politique dans la tentative d’évasion d’Auguste Blanqui.
Élève favori de Rude, Paul Cabet collabore pendant plus de dix ans à plusieurs commandes de son maître et prend même la responsabilité de son atelier quand François Rude effectue un séjour en Italie, pour raisons de santé, en 1843.
Républicain convaincu, il n’hésite pas à afficher son hostilité au roi Louis-Philippe et juge plus prudent, en 1846, de s’exiler en Russie où il effectue plusieurs ouvrages dont des bas-reliefs pour la cathédrale Saint-Isaac de Saint-Pétersbourg, ou une fontaine monumentale à Odessa.
À son retour, en décembre 1852, il s’installe au voisinage du grand sculpteur. Leur collaboration devient de plus en plus étroite et leurs liens d’affection se resserrent au point que Rude propose à Cabet d’épouser sa nièce par alliance Martine Henriette Victorine Vanderhaert, fille de Victorine Frémiet, sœur de Mme François Rude, née Sophie Frémiet. Le mariage est célébré le 6 novembre 1853 à l'église Saint-Jacques-du-Haut-Pas. Le 28 août 1855, Mme Cabet met au monde une petite fille, prénommée Françoise Victorine Sophie, dont François Rude sera le parrain. Elle épousera René Louis Faber et est morte à Paris le 6 janvier 1881.
À l’Exposition universelle de 1855, il obtient une médaille de seconde classe et une médaille de première classe au Salon de 1861.
Par décret du 12 aout 1868, il est nommé chevalier de la Légion d’honneur.
Paul Cabet meurt le 23 octobre 1876 chez lui, au no 90, rue des Feuillantines dans le 5e arrondissement de Paris, et est inhumé au cimetière du Montparnasse (1re division).
Une rue de Dijon porte son nom, ainsi qu'à Nuits-Saint-Georges, où un monument sculpté par Paul Gasq inauguré le 22 octobre 1933 orne la façade du beffroi.

## Œuvres

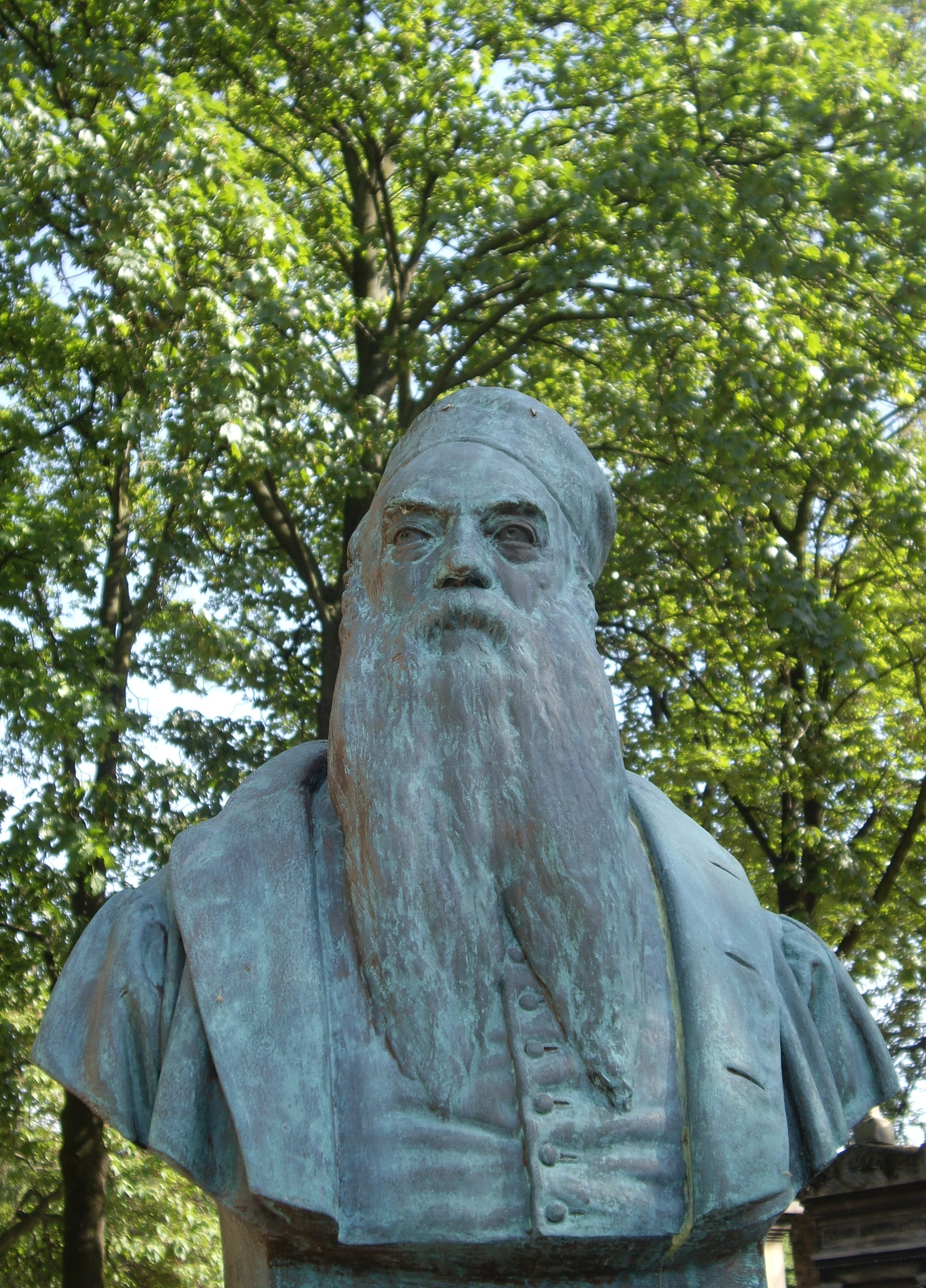
Buste de Rude (1856), Paris, cimetière du Montparnasse.

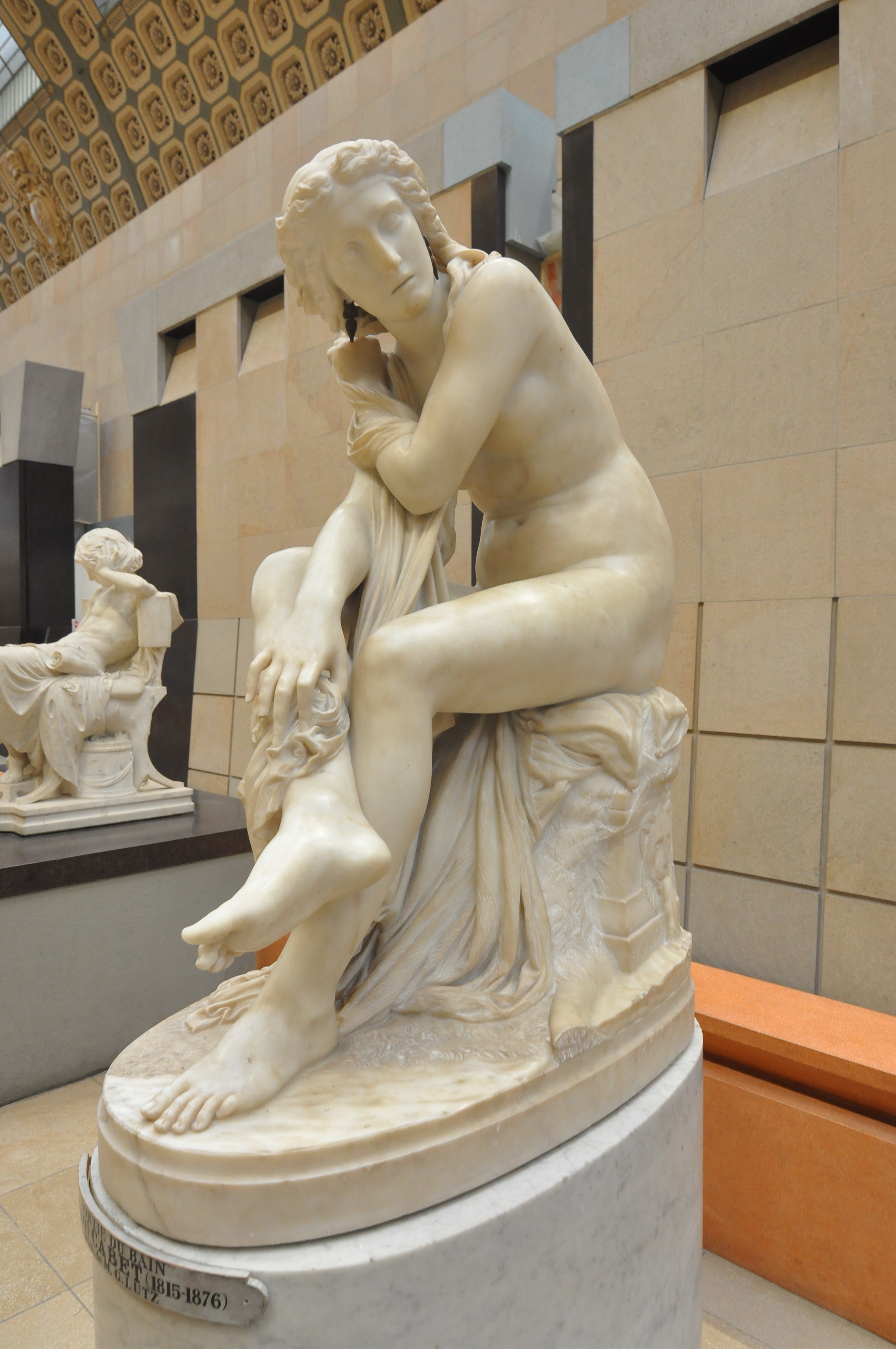
Suzanne au bain (1861), Paris, musée d’Orsay.

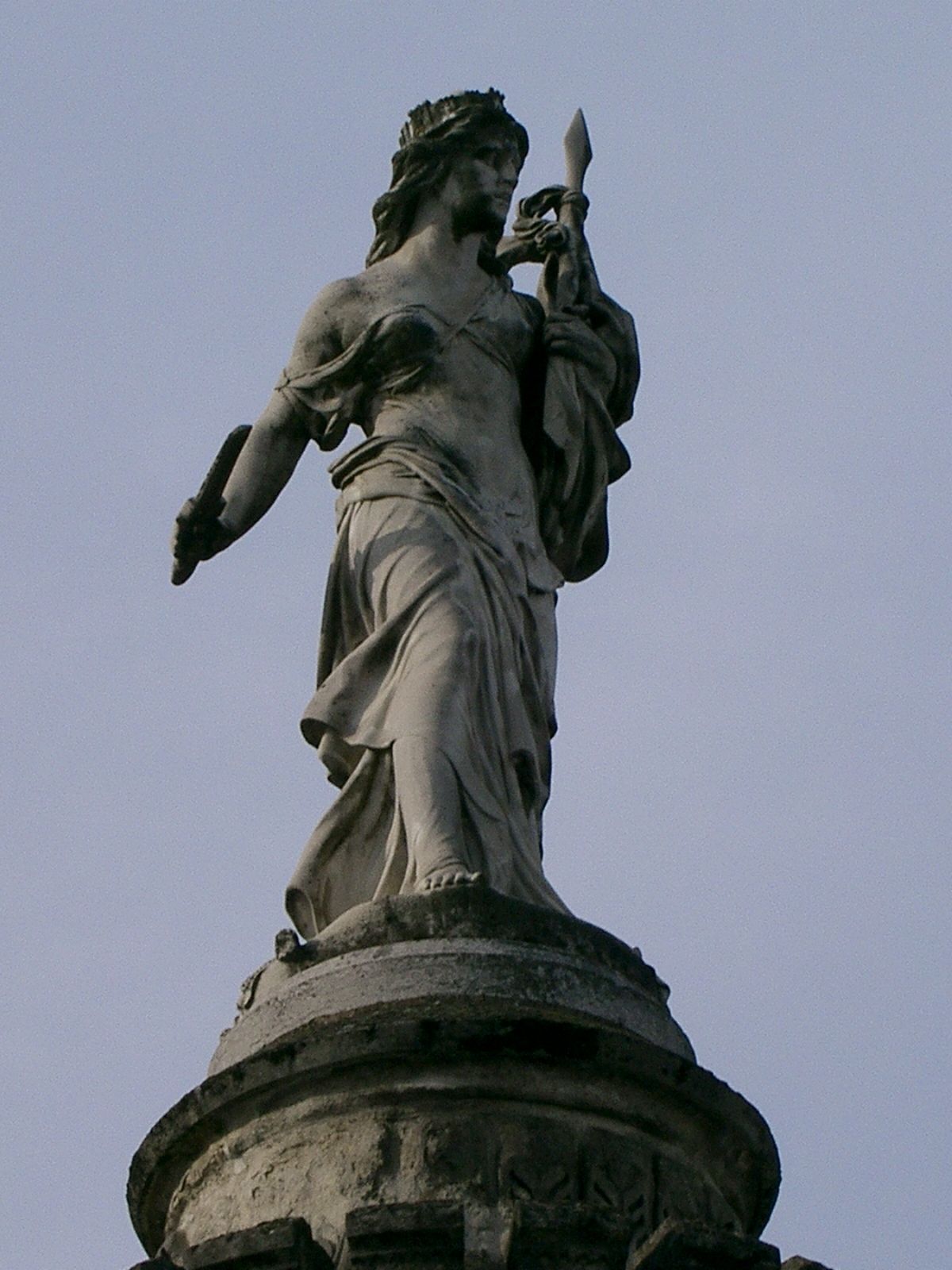
Statue de La Résistance du Monument à la gloire des défenseurs de la ville de Dijon en 1870, à Dijon.

- La Douleur, 1866, plâtre teinté, 73 × 54 × 4 cm, Dijon, musée des beaux-arts de Dijon
- Buste du poète Julien Paillet[12], Salon de 1861
- Portrait en médaillon de Jeanne-Virginie Cabet (sa sœur, née en 1824), 1838, plâtre, musée du Louvre, Paris[13]
- Jeune pâtre dénichant des oiseaux, 1853, groupe en plâtre (médaille à l’Exposition universelle de 1855)[14]
- Buste de François Rude, 1856, bronze ornant la sépulture de François Rude et de son épouse Sophie Rude au cimetière du Montparnasse à Paris[15],[16]. Une réplique de ce buste se trouve au parc Noisot à Fixin
- Chasseresse au repos, 1856, statue en pierre pour une niche de la cour Visconti du Palais du Louvre, Paris[17]
- Le Vendangeur, 1857, statue en pierre, Palais du Louvre, Paris[18],[19]
- Buste de Claude Noisot, plâtre, Salon de 1859, musée Bonaparte à Auxonne[20]. Le bronze est conservé au musée et Parc Noisot à Fixin (Côte-d'Or)
- Suzanne au bain, 1861, marbre, Salon de 1861 (médaille de première classe), acquis par l’impératrice Eugénie pour le palais de l’Élysée, conservé au musée d’Orsay à Paris[21],[22]
- Le Commerce maritime, 1865, une des quatre statues ornant le vestibule du Tribunal de commerce de Paris. Les autres sont Le commerce terrestre, L’art mécanique et L’art industriel[23]
- Chant et Poésie, entre 1866 et 1867, bas-relief du fronton de la façade latérale ouest de l’Opéra Garnier, rue Scribe à Paris. La maquette en plâtre est conservée au musée d’Orsay à Paris[24]
- Baigneuse[25] et Pêcheuse[26], 1868, Palais du Louvre, Paris
- La Toilette de Vénus[27] et Le Triomphe d’Amphitrite[28], 1865, bas-reliefs ornant les frontons du second étage de la grande galerie occidentale de la cour du Carrousel, Palais du Louvre, Paris
- Mille huit cent soixante et onze, année terrible, bas-relief en bronze destiné à la tombe de son épouse (morte le 3 août 1865) au cimetière du Montparnasse, d'après un premier modèle de 1866. Il reprend sa conception en 1871, année de la défaite face aux Prussiens. Le plâtre original (Salon de 1872) est conservé au musée des Beaux-Arts de Beaune. Le marbre se trouve au musée d’Orsay à Paris[29]. Un exemplaire au bronze a été inauguré en 1922 comme Monument aux morts au cimetière de Saint-Lô[30]
- La Résistance : le 30 octobre 1870, la ville de Dijon fut le théâtre d’événements tragiques et la municipalité décida de commémorer ce fait en érigeant un monument place de Gray (devenue place du Trente-Octobre) ; sa conception fut confiée à l’architecte Félix Vionnois et Paul Cabet fut chargé de réaliser la statue sommitale : il représenta la ville de Dijon sous la forme d’une allégorie féminine coiffée d’une couronne crénelée, ce qui fut accepté par le jury et le préfet. Mais Cabet ayant ajouté un bonnet phrygien affleurant au-dessus de la couronne[31], cette statue à la posture héroïque fut jugée trop véhémente par le préfet qui donna l’ordre de sa destruction à quelques jours de son inauguration prévue le 30 octobre 1875. C’est l’armée qui fut chargée de cet ouvrage, aucun entrepreneur local n’ayant voulu se prêter à cette tache. La statue fut endommagée ; elle est maintenant exposée sur une éminence de Nuits-Saint-Georges[32]. En mai 1878, la municipalité vota un crédit pour le rétablissement de l’œuvre de Cabet, mais celui-ci étant mort entretemps, une réplique en marbre d'Henri-Léon Gréber fut inaugurée le 30 octobre 1880[33]
- Saint Martin partageant son manteau, groupe en marbre commandé pour l’église Sainte-Geneviève de Paris (devenue le Panthéon) et achevé par Just Becquet, également élève de Rude. Il est conservé à la cathédrale d’Arras[34]. Une esquisse en terre-cuite se trouve au musée d’Orsay à Paris[35]
- Buste de François-Joseph Moreau[36], plâtre, musée Bonaparte à Auxonne[37]

Par ailleurs, après la mort de François Rude, le 3 novembre 1855, Paul Cabet acheva plusieurs œuvres de son maître :
- Christ crucifié, statue en marbre commandée à Rude pour le maître-autel de l'église Saint-Vincent-de-Paul à Paris et achevée en 1857. Elle a été présentée à l’Exposition universelle de 1862 à Londres. Musée du Louvre, Paris[38]
- Hébé et l'aigle de Jupiter, groupe relié en fonte dont le marbre original, inachevé à la mort de Rude, est conservé au musée de Dijon[Lequel ?]. L’esquisse en terre-cuite est conservée au musée du Louvre à Paris[39]

## Iconographie
- Pierre-Eugène-Émile Hébert, Buste de Paul Cabet, marbre, musée des beaux-arts de Dijon[40]
- Paul Gasq, Monument à Paul Cabet, 1933, beffroi de Nuits-Saint-Georges[41].
- Sophie Rude, Portrait de Paul Cabet, huile sur toile, musée des beaux-arts de Dijon